# Saint-Michel II
Pour les articles homonymes, voir Saint-Michel.
Le Saint-Michel II est le second bateau acquis par l'écrivain Jules Verne. Il était basé au port du Crotoy. Une réplique a été construite à Nantes par l'association « La Cale 2 l'île » à compter de 2005.

## Histoire
Dessiné par l'architecte Abel Le Marchand, le bateau est mis en chantier le 15 janvier 1876 et mis à l'eau, trois mois plus tard, le 25 avril 1876, cotre de plaisance sur les plans d'une « hirondelle de la Manche ». Jules Verne a sillonné la Manche et l'Atlantique pendant 18 mois, avant d'acquérir son successeur à l'été 1877.
En 1878, MM. Lucas et Nachet, pilote de Saint-Nazaire se portent acquéreurs du Saint Michel II. Il devient donc bateau pilote à Saint-Nazaire et cela jusqu’en 1892. 
Le Saint Michel II devient, sous le nom de « Cattleya » (Nom d'une Orchidée) la propriété de Maurice Henry-Couannier  demeurant à Saint-Servant à côté de Saint-Malo. Le Saint Michel redevient un yacht de plaisance. Le bateau est basé à Palais en Belle-Île-en-Mer. 
En 1900, Cattleya devient la propriété de l’administration pénitentiaire pour la Colonie pénitentiaire agricole et maritime de Belle-Île-en-Mer, le bateau servant à la formation des colons pour les manœuvres à la voile et également à la liaison entre l’ile et le continent. 
L’administration pénitentiaire demandera la destruction du bateau en 1913. Des recherches faites par des étudiants en master « Valorisation du patrimoine » de l'Université de Nantes, ont permis de retrouver l'autorisation administrative de destruction du bateau. Il existe quelques photos non authentifiées de l'embarcation dans le port de Belle-Île.
Jules Verne est arrivé à Nantes à l'été 1877, avec le Saint-Michel II et a trouvé, le Saint Joseph construit au chantier Babin-Jollet, steam-yacht gréée en goélette de trente cinq mètres de long avec un moteur de cent chevaux vapeur qui deviendra le Saint-Michel III.  C'est sur ce bateau que l’écrivain  fera ses croisières les plus importantes.

## La réplique moderne

### Cadre général
En 2005 dans le cadre du centenaire de la mort de Jules Verne (Nantes, 8 février 1838 - Amiens, 24 mars 1905), l’association « la Cale 2 l’Île » ex « Association Nantaise pour la Sauvegarde du Patrimoine Maritime et Fluviale », a décidé lors de son assemblée générale de 2005, de reconstruire le Saint-Michel II, le  second voilier de Jules Verne.  Catherine Cogis , présidente  de 2003  à 2008, a alors sollicité différentes personnalités, constitué un comité de soutien, sollicité les patronages et mis en place les partenariats. Le parrain de construction du bateau est Erik Orsenna (académicien, marin et président du Centre international de la mer) et la marraine, Mme Béatrice Berge, journaliste pour le magazine de la mer Thalassa.
C’est avec le soutien documentaire du Musée Jules-Verne de la ville de Nantes et de l’association « Marie-Fernand » que la reconstruction a débuté dans le hangar 31 sur le quai des Antilles à Nantes, dans l’atelier de l’association « La Cale 2 l’Île » à partir de mars 2005.
La reconstruction a bénéficié du patronage du Yacht Club de France grâce à l'intervention de Catherine Cogis auprès de Bernard Decré.
Ce projet a reçu, le soutien de nombreuses personnalités dont : Gérard d'Aboville, Patrick Poivre d'Arvor, Bernard Giraudeau, membres du comité de soutien.

### Le projet
Le projet de reconstruction mis en place par l’association s’appuie sur la philosophie de « conservation intégrée » prônée par le Conseil de l’Europe.
Le projet participe à l’intégration dans le cadre de vie des citoyens et de sa prise en compte dans les plans d'aménagement du territoire et d'urbanisme ; dans une politique de développement durable impliquant les reconversions économiques, sociales et culturelles indispensables à la survie de ce patrimoine.
Les buts du projet sont les suivants :
- Redonner vie à l’Histoire du voilier de Jules Verne et celle de son charpentier Abel Lemarchand.
- Rendre une valeur d’usage, au Saint-Michel II, liée à son époque.
- Prendre en compte l’environnement.
- Utiliser des techniques et des matériaux traditionnels ou de leur substituer des techniques nouvelles éprouvées et adéquates.
- Valoriser des savoir-faire.
- Valoriser l’homme.

Pour réussir ces buts, les objectifs à atteindre sont nombreux :
- Naviguer avec le Saint-Michel II et développer les projets de navigation pédagogique sur l'estuaire de la Loire.
- promouvoir les activités liées à la formation et à la réinsertion;
- pédagogique, en proposant des classes du patrimoine pour les enfants;
- réaliser des expositions thématiques autour des métiers du bois, de la charpente navale, de l'estuaire
- Jules Verne et ses Voyages extraordinaires.
- Travailler sur le volet navigation au niveau international.

C’est donc avec une réelle ambition que l’association se lance dans cette aventure.
Pour réaliser cette ambition, toutes les énergies sont mises à contribution. Catherine Cogis,  chef de projet (2005-2008), met en place les partenariats et organise le chantier avec les charpentiers de marine , les bénévoles et l'architecte naval. Daniel Croze lui succède et orchestrera les aménagements intérieurs. Il sera le premier « Chef de Bord du nouveau Saint-Michel II ».

### La reconstruction
L'architecte naval, Anton Laekens, dans le cadre du partenariat de l'association avec l'École Nationale Supérieure d'Architecture de Nantes, a mis en évidence la déformation des plans originaux donnés par le musée Jules-Verne. Il faudra l'astuce de plusieurs architectes navals pour retrouver les lignes initiales du bateau, les plans ayant « travaillé » avec le temps. C’est François Vivier, architecte naval, qui a finalisé les plans de reconstruction.
Entre 2005 et 2008, Boris Proutzakof et Laurent Ménard, charpentiers de Marine, ont débuté la reconstruction avec les bénévoles de l’association. On doit à Laurent Ménard, la réalisation en chêne de la quille, de l’étrave, de l’étambot, la réalisation de la râblure, la fourche du tableau arrière et la fabrication des premières membrures en lamellé collé, en doussié,  en partenariat avec l’École Supérieur du Bois de Nantes.
Le chantier sera repris par Gildas Mauffret en 2008 puis en 2009 par Jean-Jacques Gallardo, Étienne Mériaux, Francois Blatrix et Vincent Rouvre qui rejoint, cette équipe, en 2011 pour la fabrication du pont et des superstructures de pont. 
François Blatrix conduira, avec les bénévoles et les structures partenaires, la reconstruction du Saint-Michel II, jusqu’à son aboutissement en 2011. Les aménagements intérieurs ont été réalisés par les bénévoles guidés par Nicolas Guillot, menuisier aménageur bateau de plaisance, entre 2010 et 2011. On lui doit également le banc de barre et la barre du bateau.
150 personnes, bénévoles, stagiaires, étudiants, insertion médicale et sociale,  ont œuvré à la reconstruction du Saint-Michel II. La construction du Saint Michel a représenté environ 25 000 heures travaillées dont 8 000 heures de travail bénévole.

### Matériaux utilisés
Les bois utilisés pour sa construction sont 
- quille, étrave, étambot, fourches, serres et bordés, varangues : chêne ;
- membrures : doussié ( Afzelia africana ) et sapelli ;
- pont : pin d’Orégon sur contre plaqué
- espars (mâts, bôme, bout-dehors, mât de flèche, corne) : pin d’Orégon ;
- superstructure de pont (pavois) : chêne ;
- roof : sappelli;
- menuiserie intérieure : Alisier, sappelli et contre plaqué marine.

### Mise à l'eau
Une première mise à l'eau a été effectuée le 27 juin 2009 avec l’aide et la participation de la Maison des hommes et des techniques. En présence de Jean-Marc Ayrault, maire de Nantes et de nombreux invités. La marraine pour ce « lancement » est Chantal Chérhal première femme élue « Dame de la Duchesse Anne », le père Philippe Marot, curé de la paroisse de la Madeleine assure avec le père Dubigeon, la cérémonie religieuse. Les Chevaliers Bretevin, le Bagad d’Orvault et les élèves de la section « Art Circassien » du Lycée Livet, ouvrent la marche des nombreux visiteurs venus assister à cet événement. 
Après un séjour de huit jours en Loire, pour tester son étanchéité, le Saint-Michel rejoint le hangar quai des Antilles pour sa finition. Durant deux ans, les travaux de finition se poursuivent par : la fabrication du pont et des superstructures (Lattage du pont, pavois, roof, banc de barre…) ; électricité de bord ; sanitaires et cuisine ; couchettes et placards ; fabrication des espars, des voiles ; achat de l’électronique et matériel de sécurité. 
L’ensemble du gréement a été réalisé par Thierry Gachichans de Douarnenez. La motorisation a été offerte par Jamet Pascal, directeur chez Volvo, voulant rendre « Mobilis in Mobili » (Mobile dans l'élément mobile) le bateau de Jules Verne. 
Le baptême a lieu le 14 mai 2011 en présence de Jean-Marc Ayrault. Tout au long de la journée, des expositions, des musiciens, des spectacles, des stands, accueillent les visiteurs dans cette journée printanière, placée sous le signe de Jules Verne et de son fabuleux bateau. Accompagnée par les chevaliers Bretvins et du Bagad de Nantes, la marraine de ce baptême, Joëlle Naudin, arrière-petite-nièce de Jules Verne a, comme il se doit, brisé une bouteille de Champagne sur l’étrave du bateau. Scellant, ainsi, cinq années d’une aventure humaine et d’une réussite collective.
La participation des collectivités locales, mairie de Nantes, Nantes Métropole, et départementale, régionale et européenne ainsi que de nombreuses entreprises privées et des dons de particuliers, ont été des éléments importants pour la réussite de ce projet.

### Navigations
Le voyage inaugural, au départ de Nantes, a permis de rejoindre Brest via Le Croisic pour « remonter le temps », car c’est dans l’autre sens que Jules Verne avait rejoint Nantes avec le Saint-Michel II en 1877.
Depuis son baptême le Saint-Michel II, participe à de nombreux événements maritimes et nautiques, Fêtes de Brest, de Douarnenez, Grandes Régates de Port Navalo, Semaine du Golfe, Pornic, Départ du Vendée Globe, de la Transquadra, Record S.N.S.M, également à des manifestations solidaires (Un rêve à vivre, Croisière de Pen-Bron, Grand Largue, salons du livre du Conquet, ...). Le voilier est allé aux Îles Scilly en 2012 ;  en 2014, le Saint-Michel II, à l’invitation des Verniens d’Allemagne et du Centre Culturel français de Kiel, est allé naviguer sur la Baltique. En 2016, participation à : Débord de Loire, Vilaine en Fête, Fêtes Maritimes de Brest et de Douarnenez et les 120 ans du Belem.
En 2017, le Saint Michel II sera le représentant de la Ville de Nantes pour la commémoration du 828éme anniversaire du port de Hambourg ( Allemagne) 
Le Saint-Michel II depuis son lancement a parcouru plus de quinze mille milles nautiques.
Le Saint-Michel II navigue entre les mois de mars et d' octobre, est utilisé entre 50 et 80 jours par an, et a permis à environ 2 000 personnes de naviguer*. (*statistiques « La Cale 2 l’Ile entre 2011 et 2016»).